# Bijan Gloston
Bijan Gloston (Clarksville, 11 januari 1993) is een Amerikaans-Guamees voetballer die bij voorkeur als doelman speelt. Hij debuteerde in 2013 in het Guamees voetbalelftal.

## Interlandcarrière
Op 19 november 2013 debuteerde Gloston voor het Guamees voetbalelftal in een vriendschappelijke wedstrijd tegen Cambodja.
| Interlands van Bijan Gloston voor Guam  | Interlands van Bijan Gloston voor Guam  | Interlands van Bijan Gloston voor Guam  | Interlands van Bijan Gloston voor Guam  | Interlands van Bijan Gloston voor Guam  | Interlands van Bijan Gloston voor Guam  |
| №                                       | Datum                                   | Wedstrijd                               | Uitslag                                 | Competitie                              | Goals                                   |
| Als speler van Marshall Thundering Herd | Als speler van Marshall Thundering Herd | Als speler van Marshall Thundering Herd | Als speler van Marshall Thundering Herd | Als speler van Marshall Thundering Herd | Als speler van Marshall Thundering Herd |
| --------------------------------------- | --------------------------------------- | --------------------------------------- | --------------------------------------- | --------------------------------------- | --------------------------------------- |
| 1                                       | 19 november 2013                        | Cambodja – Guam                         | 0 – 2                                   | Vriendschappelijk                       |                                         |
| 2                                       | 21 juli 2014                            | Guam – Macau                            | 0 – 0                                   | Oost-Azië Cup 2015 (kwalificatie)       |                                         |
| 3                                       | 31 maart 2015                           | Singapore – Guam                        | 2 – 2                                   | Vriendschappelijk                       |                                         |

Bijgewerkt op 29 mei 2015.